# Franz Rödel
Franz Moritz Rödel (* 20. November 1847 in Pohlitz; † 18. November 1932 ebenda) war ein deutscher Ökonom und Politiker.

## Leben
Rödel war der Sohn des begüterten Einwohners Christian Friedrich Rödel und dessen Ehefrau Friederike geborene Scholler aus Eula. Er war evangelisch-lutherischer Konfession und heiratete am 7. Februar 1875 in Pohlitz Marie Pauline Knüpfer (* 11. Oktober 1847 in Pohlitz; † 5. März 1941 in Pohlitz), die Tochter des begüterten Einwohners Christian Friedrich Knüpfer.
Rödel lebte als Ökonom in Pohlitz. Vom 13. September bis zum 11. November 1905 war er Abgeordneter im Greizer Landtag.